# Stor nätsnäcka
Stor nätsnäcka (Nassarius nitidus) är en snäckart som först beskrevs av John Gwyn Jeffreys 1867.  Stor nätsnäcka ingår i släktet nätsnäckor, och familjen Nassariidae. Arten är reproducerande i Sverige.